# Osteel
Osteel è un comune di 2.300 abitanti della Bassa Sassonia, in Germania.
Appartiene al circondario (Landkreis) di Aurich (targa AUR).
La chiesa di San Warnfried conserva un pregevole organo monumentale.